# Vasivaea alchorneoides
Vasivaea alchorneoides là một loài thực vật có hoa trong họ Cẩm quỳ. Loài này được Baill. miêu tả khoa học đầu tiên năm 1872.